# Karasakal, Şehitkamil
Karasakal là một xã thuộc huyện Şehitkamil, tỉnh Gaziantep, Thổ Nhĩ Kỳ.